# Ottmar Hofmann
Ottmar Hofmann (Francoforte sul Meno, 20 settembre 1835 – Ratisbona, 22 febbraio 1900) è stato un medico ed entomologo tedesco.
Come entomologo, ha lavorato sui Microlepidoptera. La sua collezione è stata venduta a Thomas de Gray, il 6º barone Walsingham ed è conservata nel Museo di storia naturale di Londra.